# Natychmiastowe globalne uderzenie
Natychmiastowe globalne uderzenie (lub szybkie globalne uderzenie) – program wojskowy zainicjowany w Stanach Zjednoczonych na początku XXI wieku.
Celem programu było utworzenie konwencjonalnych środków rażenia, zdolnych do osiągnięcia dowolnego celu na świecie w przeciągu od jednej do dwóch godzin po starcie z terytorium Stanów Zjednoczonych, w sposób podobny do działania termojądrowych międzykontynentalnych rakiet balistycznych. Taka broń pozwoliłaby Stanom Zjednoczonym reagować na szybko rosnące zagrożenia zdecydowanie skuteczniej niż jest to możliwe z użyciem sił konwencjonalnych. System ten może być też użyteczny w trakcie wojny jądrowej, zastępując broń jądrową dla około 30% celów uderzeń. Program obejmuje znane jak i dopiero rozwijane technologie, z włączeniem rakiet naziemnych, powietrznych i podwodnych. Zgodnie z ówczesnymi planami doświadczalne wersje nowych urządzeń miały być rozmieszczone w 2014 lub 2015 roku, a całość systemu miała być gotowa najwcześniej w latach 2017-2020.
Według doniesień prasowych z 2010 r. system taki stałby się równorzędnym, obok nuklearnego, elementem arsenału militarnego USA. Wywołało to żądania Federacji Rosyjskiej, aby wprowadzić parytet - zainstalowaniu jednego urządzenia tego systemu miałoby towarzyszyć wycofanie jednego pocisku nuklearnego.